# Crocidura cinderella
Crocidura cinderella är en däggdjursart som beskrevs av Thomas 1911. Crocidura cinderella ingår i släktet Crocidura och familjen näbbmöss. IUCN kategoriserar arten globalt som livskraftig. Inga underarter finns listade i Catalogue of Life.
Denna näbbmus förekommer i västra Afrika från Senegal till västra Niger. Habitatet utgörs av savanner med glest fördelade buskar och akacior.